# The Best of DMX
Pour les articles homonymes, voir Best of.
Albums de DMX
Playlist Your Way
(2009) Undisputed
(2012)
The Best of DMX est une compilation de DMX, sorti le 26 janvier 2010.
L'album s'est classé numéro 1 au Top R&B/Hip-Hop Albums aux États-Unis et au UK Hip Hop and R&B Chart au Royaume-Uni,.

## Liste des titres
| No  | Titre                                               | Album d'origine                      | Durée |
| --- | --------------------------------------------------- | ------------------------------------ | ----- |
| 1.  | Where the Hood at?                                  | Grand Champ                          | 4:46  |
| 2.  | It's All Good                                       | Flesh of My Flesh, Blood of My Blood | 4:17  |
| 3.  | What These Bitches Want (featuring Sisqó)           | ...And Then There Was X              | 4:13  |
| 4.  | Get at Me Dog (featuring Sheek Louch)               | It's Dark and Hell Is Hot            | 4:03  |
| 5.  | Ruff Ryders' Anthem                                 | It's Dark and Hell Is Hot            | 3:34  |
| 6.  | What's My Name?                                     | ...And Then There Was X              | 3:52  |
| 7.  | Party Up (Up in Here)                               | ...And Then There Was X              | 4:28  |
| 8.  | X Gon' Give It to Ya                                | Grand Champ                          | 3:38  |
| 9.  | We Right Here                                       | The Great Depression                 | 4:27  |
| 10. | How's It Goin' Down                                 | It's Dark and Hell Is Hot            | 4:42  |
| 11. | The Rain                                            | Grand Champ                          | 3:27  |
| 12. | One More Road to Cross                              | Grand Champ                          | 3:38  |
| 13. | Slippin'                                            | Flesh of My Flesh, Blood of My Blood | 5:05  |
| 14. | Get It on the Floor                                 | Grand Champ                          | 4:24  |
| 15. | Here We Go Again                                    | ...And Then There Was X              | 3:52  |
| 16. | Damien                                              | It's Dark and Hell Is Hot            | 3:42  |
| 17. | Stop Being Greedy                                   | It's Dark and Hell Is Hot            | 3:37  |
| 18. | Who We Be                                           | The Great Depression                 | 4:47  |
| 19. | Grand Finale (featuring Method Man, Nas et Ja Rule) | Bande originale de Belly             | 4:38  |

## Certifications
| Pays              | Certification |
| ----------------- | ------------- |
| Royaume-Uni (BPI) | Argent        |